# V karavanu po Česku
V karavanu po Česku je český dokumentární seriál České televize. První řada byla vysílána od 7. ledna do 11. února 2021 na ČT2. Díky velkému zájmu diváků oznámila Česká televize pokračování, které se natáčelo v létě 2021. Druhá řada se vysílala od 6. ledna do 3. března 2022. Pořadem provází herec a moderátor Aleš Háma.  V karavanu po Česku je pokračováním divácky úspěšného seriálu V karavanu po Slovensku.  Seriál se věnuje jednotlivým krajům, kdy Aleš Háma se svým karavanem (kterého v seriálu pojmenovává Karel) cestuje a objevuje pozoruhodná místa v Česku.

## Seznam dílů

### První řada:V karavanu po Česku(2021)
| Pořadí | Název dílu                     | Datum vysílání |
| ------ | ------------------------------ | -------------- |
| 1      | Středočeský a Karlovarský kraj | 7. ledna 2021  |
| 2      | Plzeňský kraj                  | 14. ledna 2021 |
| 3      | Jihočeský kraj                 | 21. ledna 2021 |
| 4      | Kraj Vysočina                  | 28. ledna 2021 |
| 5      | Jihomoravský kraj              | 4. února 2021  |
| 6      | Zlínský kraj                   | 11. února 2021 |

### Druhá řada:V karavanu po Česku 2(2022)
| Pořadí | Název dílu           | Datum vysílání |
| ------ | -------------------- | -------------- |
| 1      | Moravskoslezský kraj | 6. ledna 2022  |
| 2      | Olomoucký kraj       | 13. ledna 2022 |
| 3      | Pardubický kraj      | 20. ledna 2022 |
| 4      | Královéhradecký kraj | 27. ledna 2022 |
| 5      | Liberecký kraj       | 3. února 2022  |
| 6      | Ústecký kraj         | 10. února 2022 |
| 7      | Středočeský kraj     | 24. února 2022 |
| 8      | Praha                | 3. března 2022 |